# The Angry Beavers
The Angry Beavers este un desen animat creat de Mitch Schauer, difuzat pe Nickelodeon. Personajele principale sunt doi castori frați, Norbert și Daggett, care trăiesc o viață independentă după ce sunt dați afară de către părinții lor.